# Baga de la Corriola
La Baga de la Corriola és una obaga del terme municipal de Monistrol de Calders, al Moianès.
Està situada en el sector sud-occidental del terme, al sud-oest de la masia del Bosc. La travessa el torrent de la Baga de la Corriola.